# Мост Метро
Мост Метро́ (укр. Міст Метро́) — первый метромост через Днепр в Киеве. Автор проекта и главный инженер — Георгий Борисович Фукс. Открыт 5 ноября 1965 года. Двухъярусное сооружение для движения поездов метрополитена (верхний ярус, посередине) и автотранспорта (нижний, по бокам). Построен рядом с бывшим местонахождением Цепного моста, разрушенного в 1920 году, и созданного на его основе Моста имени Евгении Бош, взорванного во время Великой Отечественной войны. Мост Метро — первое в мире по размерам прогонов арочное сооружение на сухих стыках. Консоли сложены из отдельных железобетонных блоков, соединённых металлическими болтами.
Мост Метро вместе с Русановским мостом соединяет правобережную часть Киева с Русановкой, Левобережным массивом, Воскресенкой, Лесным массивом, зоной отдыха — Гидропарком.
На правом берегу Днепра мост завершает станция «Днепр» Киевского метрополитена.
С 2008 года мост имеет статус «только что выявленный объект культурного наследия», памятник архитектуры и градостроительства, науки и техники (охранный номер 529/2-Кв).

## Изображения

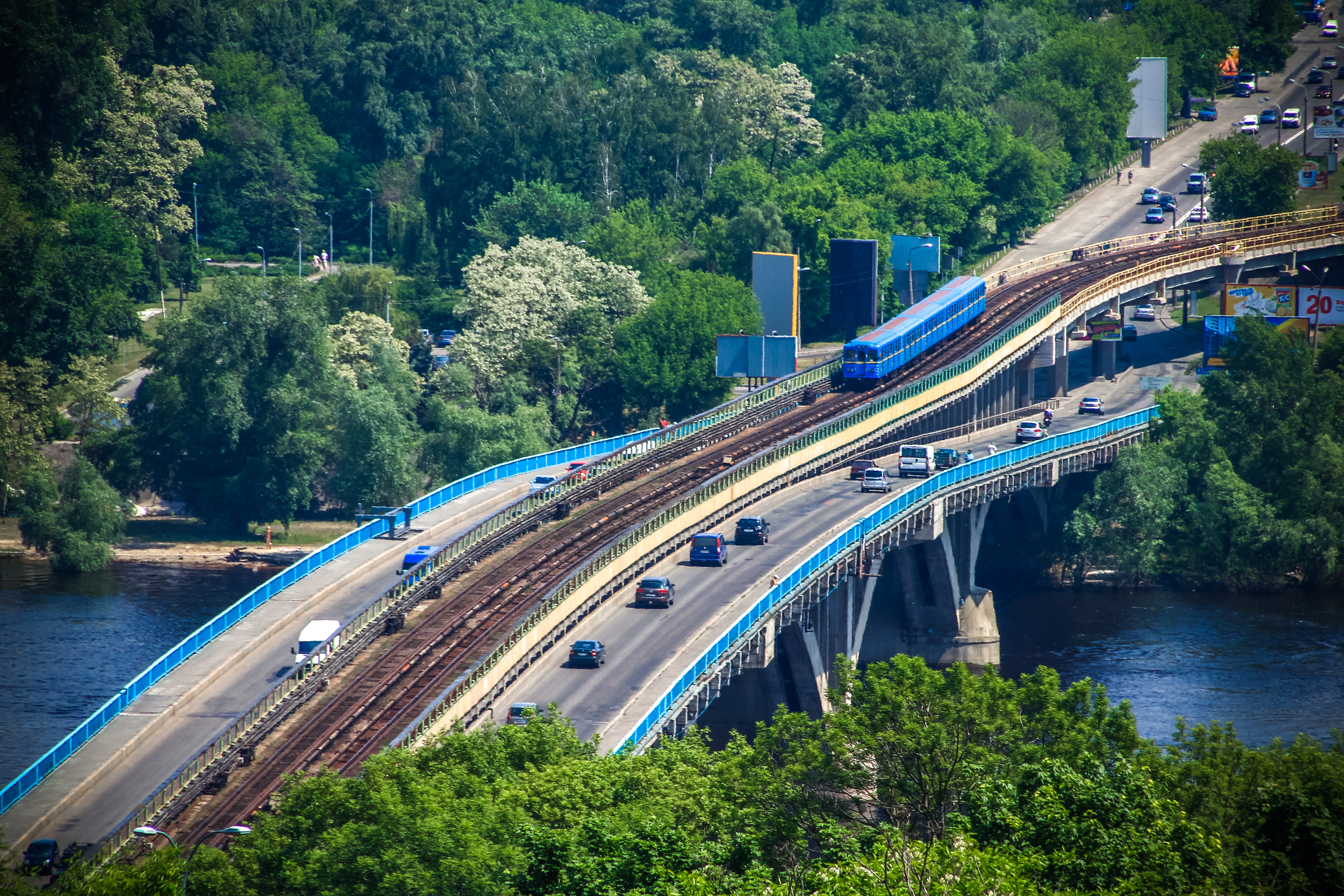
Левобережная эстакада
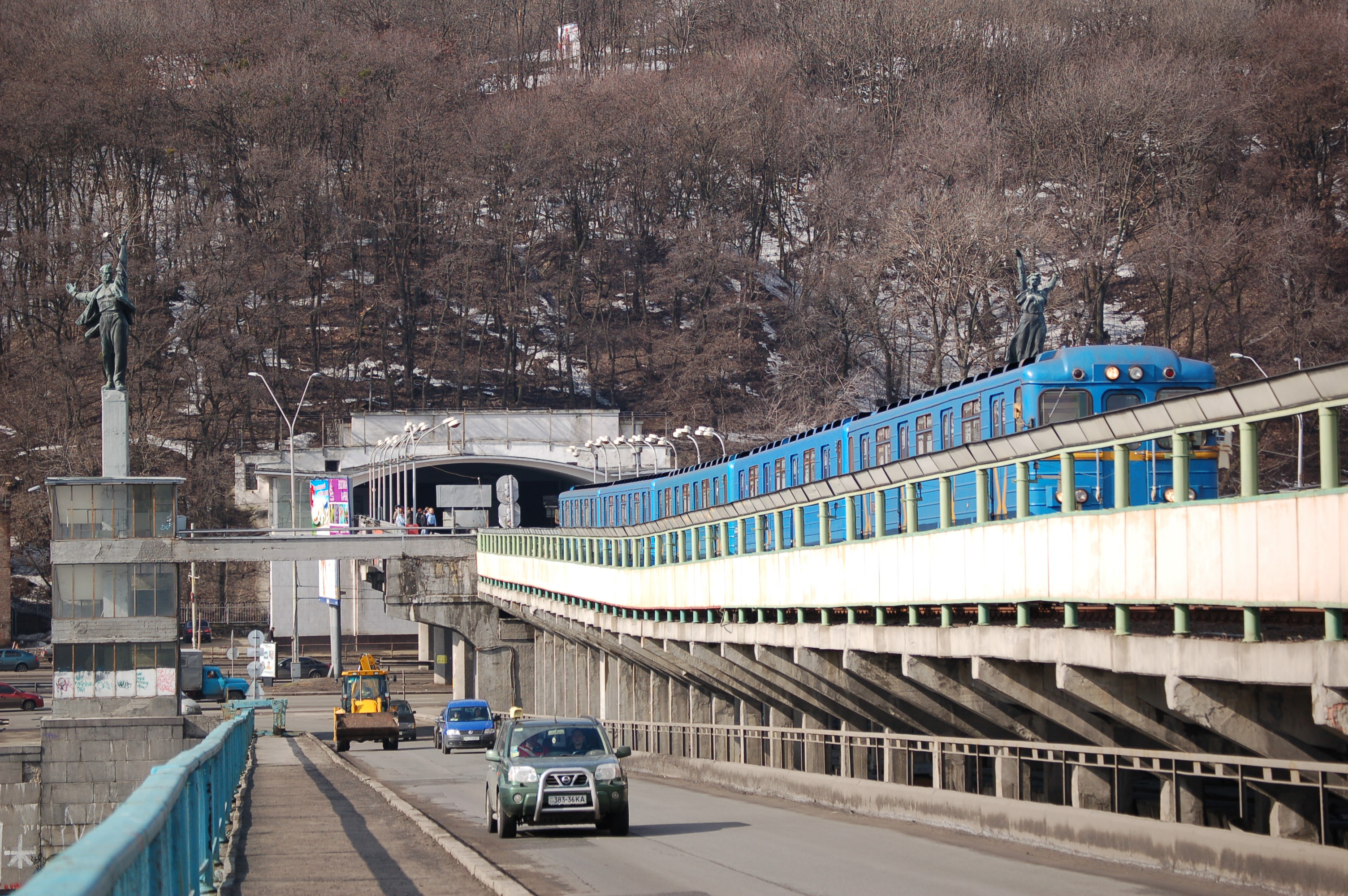
Метропоезд на мосту
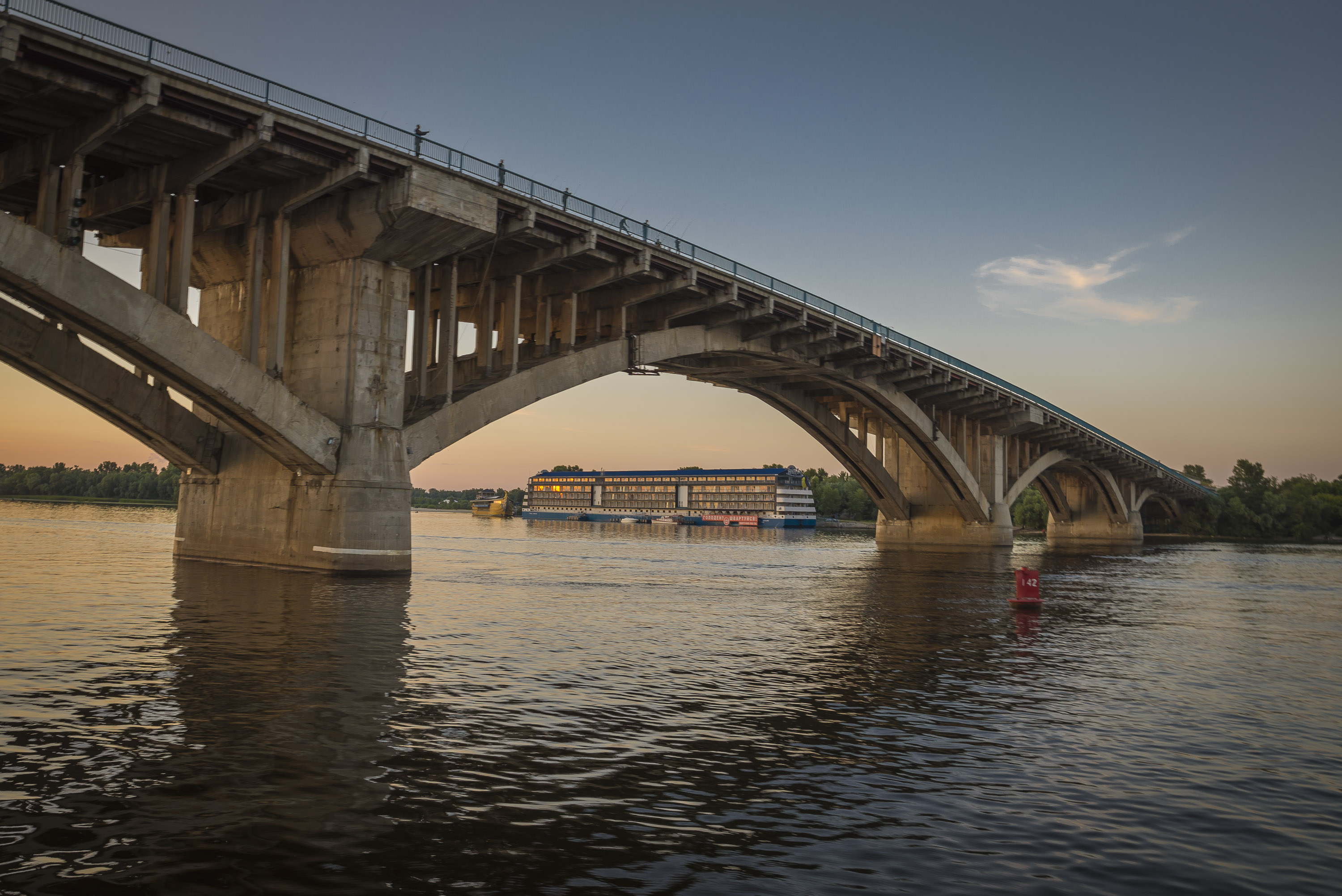
Судоходный пролёт
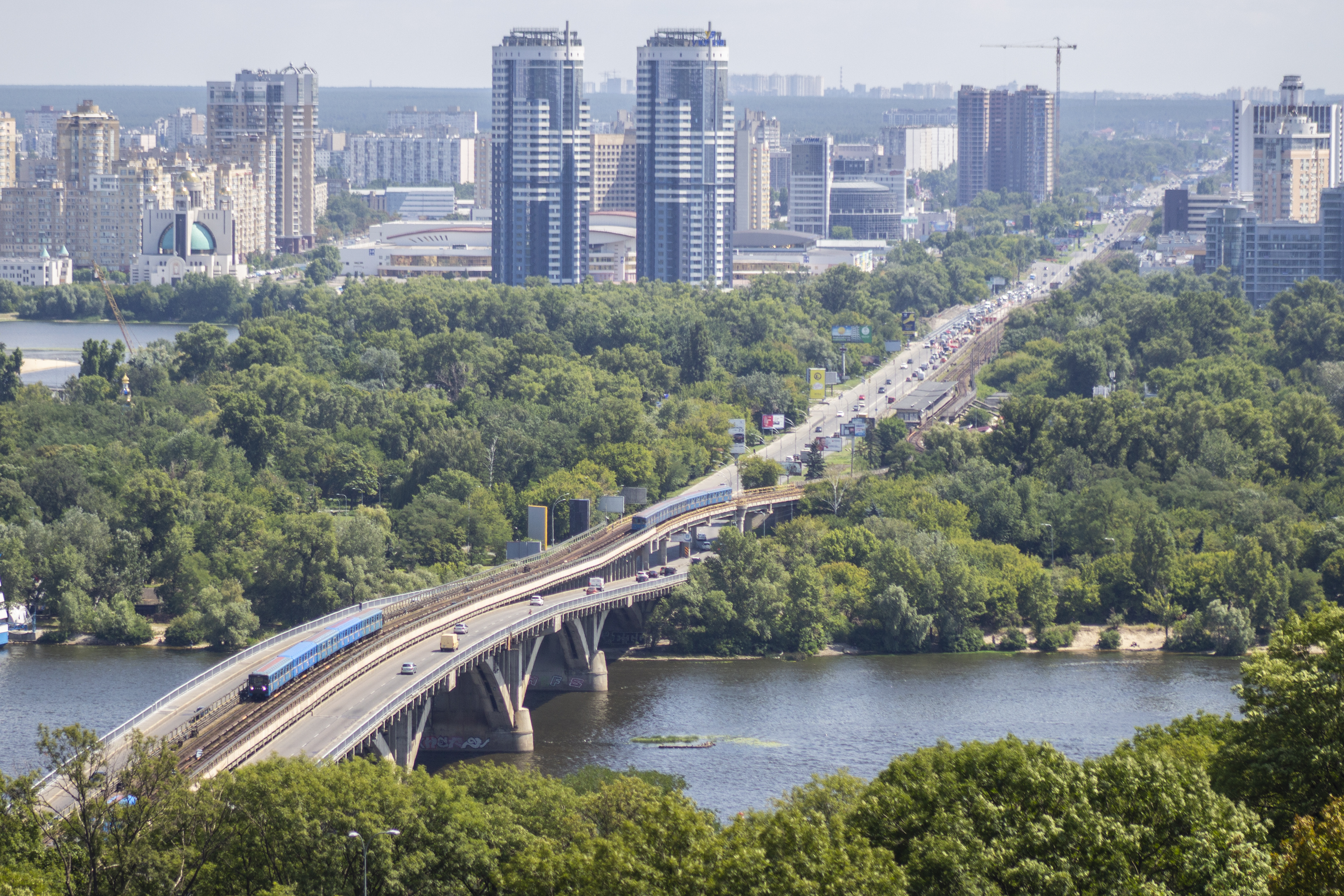
Вид с правого (западного) берега
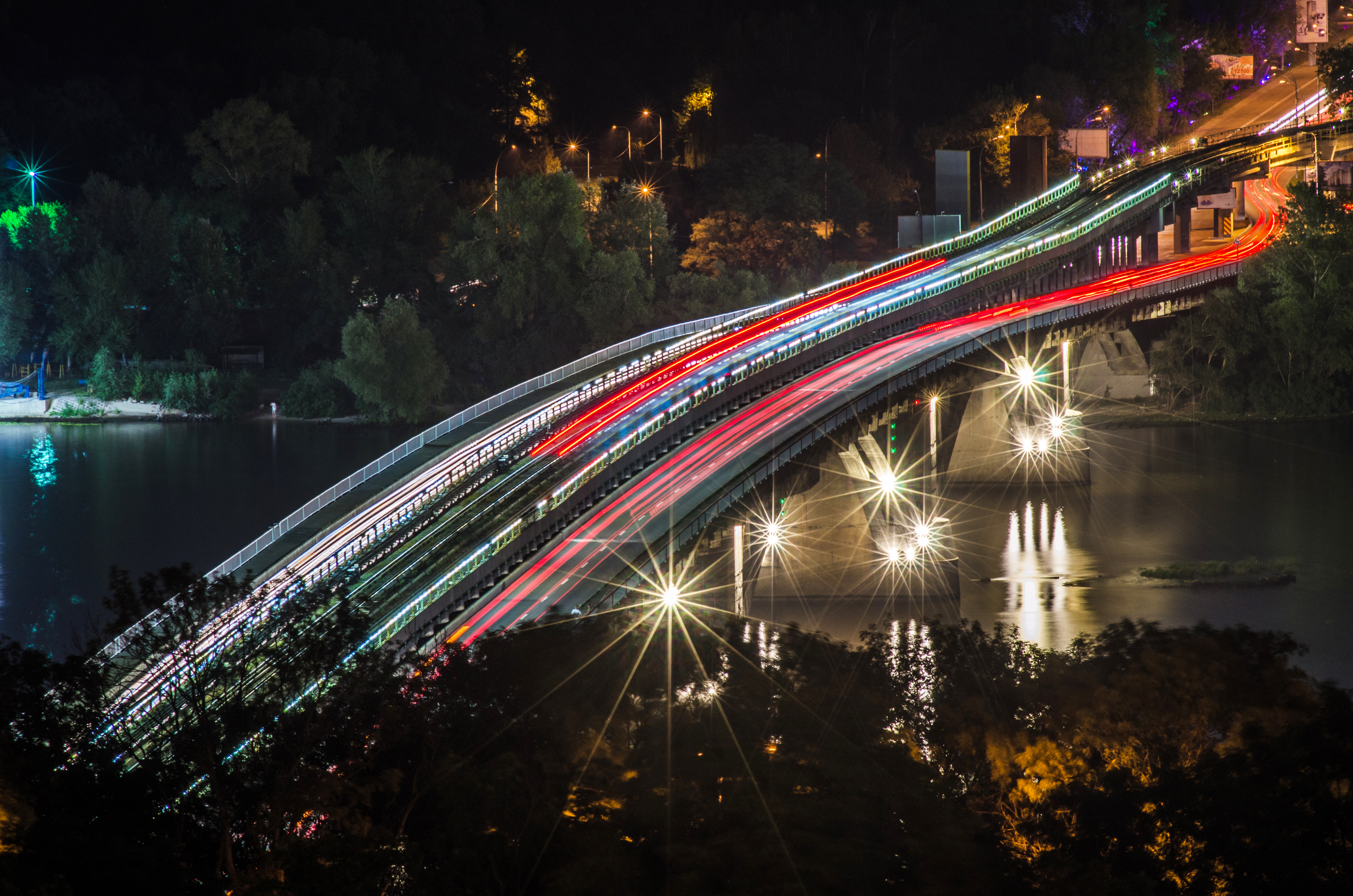
Мост Метро ночью
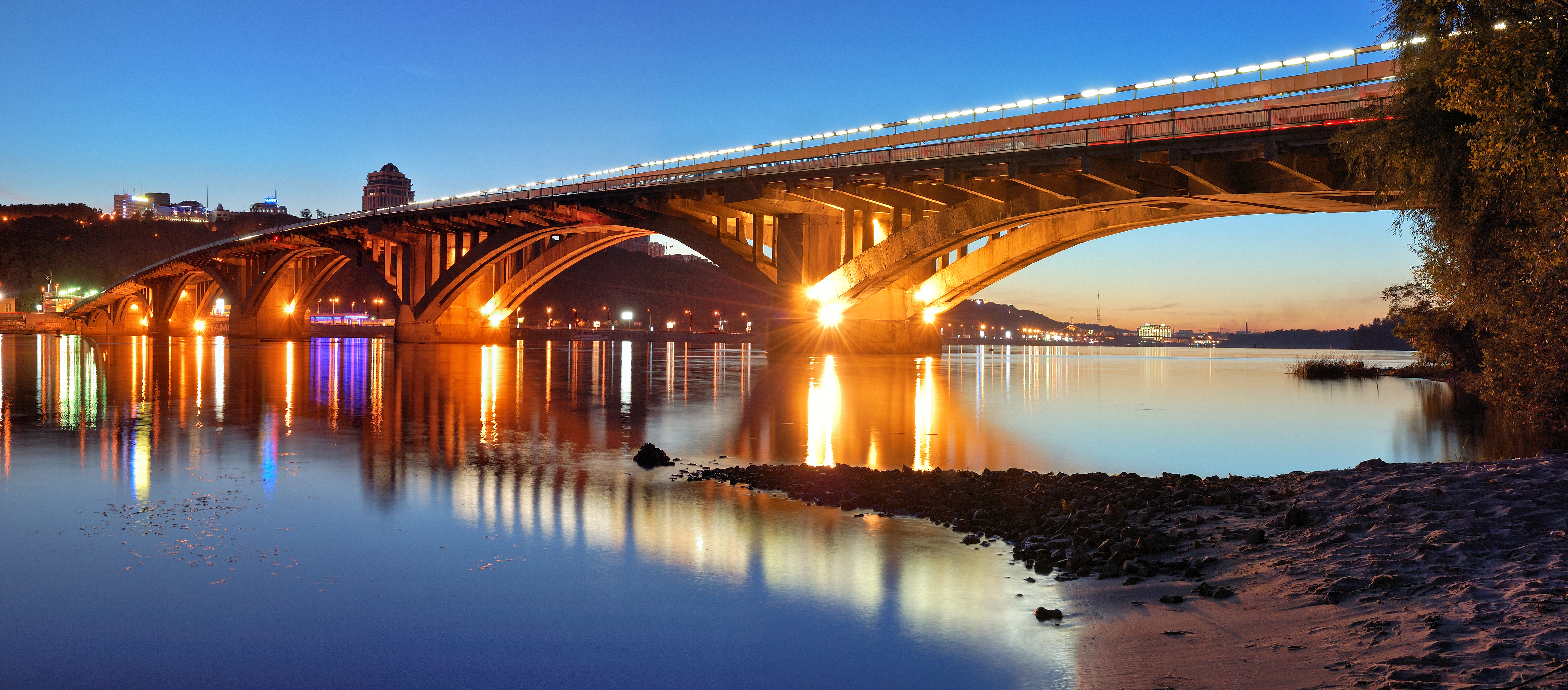
Панорама моста